# FonoAstur
FonoAstur es una compañía discográfica asturiana fundada en 1987 con el objetivo de defender, promocionar y difundir la música asturiana.
Desde su creación, se ha afianzado como la empresa editora más importante y productiva de la Comunidad. Sus lanzamientos incluyen principalmente música folk y tradicional asturiana, aunque también en ocasiones han publicado discos de otras músicas, como fusiones basadas en la música tradicional o canción de autor. La mayoría de las producciones de FonoAstur tienen el asturiano como lengua vehicular. Su eslogan es La música del país.
Entre los grupos e intérpretes más conocidos que han editado discos con Fonoastur se encuentran Nuberu, Llan de Cubel, Felpeyu, Xuacu Amieva o Xéliba.
El propietario de FonoAstur es el conocido productor discográfico asturiano Lisardo Lombardía.